# Leonardo Iglesias
Leonardo Andres Iglesias (* 28. August 1979 in Lanús) ist ein ehemaliger argentinischer Fußballspieler.
Iglesias startete seine Karriere in der 3. Liga Argentiniens bei Club Atlético Talleres de Remedios de Escalada im Jahre 1997. Danach spielte er für Gimnasia y Esgrima de Entre Ríos, San Martín de Mendoza. Godoy Cruz Antonio Tomba, Club Atlético Tigre und Atlético Rafaela.
Leonardo spielte bei Vereinen außerhalb Argentiniens: CD Logroñés, Burgos CF, Leonesa and CM Peralta in Spanien. Villa Española in Uruguay und Kayserispor in der Türkei. Mit Kayserispor gewann Leonardo in der Saison 2007/08 den türkischen Pokal. Iglesias schoss sechs Tore und war der beste Torschütze im Wettbewerb.
Am Ende der Saison wurde sein Vertrag trotz der guten Leistung aufgelöst. Er blieb in der Türkei und wechselte zu MKE Ankaragücü. Während der Winterpause der Saison 2009/10 wechselte Iglesias zu Bursaspor und wurde Türkischer Meister. Er schaffte lediglich ein Tor für Bursaspor und das im Viertelfinal-Pokalspiel gegen Fenerbahçe Istanbul. Nach der Saison wurde sein Vertrag nicht verlängert und somit verließ er den Club.
Anschließend war Iglesias ein Jahr ohne Verein, ehe er sich im August 2011 dem Quilmes AC anschloss. Er kam jedoch nur einmal zum Einsatz. Im Jahr 2012 wechselte er zu Deportivo Morón in die Primera B Nacional. Ende 2012 beendete er dort seine Laufbahn.

## Erfolge
- Türkischer Pokal: 2008
- Türkischer Meister: 2009/10

## Privates
Leonardo Iglesias besitzt neben der argentinischen auch die italienische Staatsangehörigkeit.